# Indigofera luzonensis
Indigofera luzonensis är en ärtväxtart som beskrevs av De Kort och G.Thijsse. Indigofera luzonensis ingår i släktet indigosläktet, och familjen ärtväxter. Inga underarter finns listade i Catalogue of Life.